# Viktor Chukarin
Viktor Ivanovich Chukarin, selon la transcription anglaise, ou Viktor Ivanovitch Tchoukarine, selon la transcription française (ukrainien : Віктор Чукарін né le 9 novembre 1921, décédé le 25 août 1984) est un gymnaste soviétique (ukrainien).

## Palmarès

### Jeux olympiques
- Helsinki 1952
  -  médaille d'or par équipes
  -  médaille d'or au concours général individuel
  -  médaille d'or au cheval d'arçons
  -  médaille d'or au saut de cheval
  -  médaille d'argent aux anneaux
  -  médaille d'argent aux barres parallèles
- Melbourne 1956
  -  médaille d'or par équipes
  -  médaille d'or au concours général individuel
  -  médaille d'or aux barres parallèles
  -  médaille d'argent au sol
  -  médaille de bronze au cheval d'arçons

### Championnats du monde
- Rome 1954
  -  médaille d'or par équipes
  -  médaille d'or au concours général individuel
  -  médaille d'or aux barres parallèles
  -  médaille de bronze au cheval d'arçons